# Region Leiria
Region Leiria (portugisiska Região de Leiria) är en statistisk underregion (NUTS 3) i mellersta Portugal.                                                                                                                                                            
Den är en del av den statistiska regionen Mellersta Portugal (NUTS 2).
Ytan uppgår till 2 449 km² och befolkningen till 294 632 invånare (2011).
Dess huvudort är Leiria.
Region Leiria omfattar norra delen av distriktet Leiria och sammanfaller geografiskt med Comunidade Intermunicipal da Região de Leiria (CIMRL) ("Leirias kommunalförbund"; ”CIMRL”).

## Kommuner
Region Leiria omfattar 10 kommuner (concelhos).
- Alvaiázere
- Ansião
- Batalha
- Castanheira de Pera
- Figueiró dos Vinhos
- Leiria
- Marinha Grande
- Pedrógão Grande
- Pombal
- Porto de Mós

## Största orter
- Leiria
- Pombal
- Marinha Grande
- Porto de Mós
- Batalha
- Ansião